# São Gonçalo do Abaeté
São Gonçalo do Abaeté è un comune del Brasile nello Stato del Minas Gerais, parte della mesoregione del Noroeste de Minas e della microregione di Paracatu.